# Драгънлорд
Dragonlord е симфонична блек метъл група в САЩ, щата Калифорния.
Създадена е през 2001 г. като страничен проект на Ерик Питърсън и Стив ДиДжорджио от Testament и Стив Смит от Nevermore.
Тя е създадена в резултат от интереса на Ерик Питърсън към тъмната музика, която не може да прави с групата си Testament, заради което сформира Dragonlord.
Стилът на групата съчетава елементи на черен метъл (крещящи вокали, клавир), с някои траш влияния при китарите. Текстовете са с различна тематика: за яростта на дракона (оттук идва и името), за смърт, война, загубена любов, сатанински и други анти-религиозни теми (често срещани в блек метъла), както и комбинации от изброените.
По-късно ДиДжорджио напуска групата и е заменен от бившия басист на Testament – Дерек Рамирес. Лайл Ливингстън свири на клавир, а Джон Алън е техният барабанист.
Първоначално групата е наречена „Dragonheart“, но през 2000 г. е променена на „Dragonlord“
Издават два диска – „Rapture“ през 2001 г. и „Black Wings of Destiny“ през 2005 г.
Ерик Питърсън неотдавна обявява, че ще предстои записването на нов албум веднага, след като той се върне от Великобритания, където е на Download Festival с Testament през август.

## Състав

### Настоящи членове
- Ерик Питърсън – вокал/китара
- Gian Pyres – китари (по време на турнета)
- Лайл Ливингстън – клавир
- Дерек Рамирез – бас
- Джон Алън – барабани

### Бивши членове
- Стив ДиДжорджио – бас китара (2000 – 2001)
- Стив Смит – китара (2000 – 2005)

## Дискография
- Rapture (2001)
- Black Wings of Destiny (2005)
- 3rd Studio Album (TBA)